# Мелодії білої ночі
«Мелодії білої ночі» — радянський художній фільм  Сергія Соловйова 1976 року. Прем'єра радянсько-японської мелодрами відбулася 19 жовтня 1977 року.

## Сюжет
Вони зустрілися в Ленінграді — російський композитор-диригент і молода японська піаністка. Виїхавши на батьківщину, Юко намагається забути Іллю. Але через рік він приїжджає в Кіото диригувати на своєму концерті. Їх почуття спалахують з новою силою, але між ними тепер — смерть її чоловіка…

## У ролях
- Комакі Куріхара —  Юко, японська піаністка
- Юрій Соломін —  Ілля, композитор-диригент
- Олександр Збруєв —  Федір, брат Іллі, художник
- Сергій Полежаєв —  музикант, викладач
- Єлизавета Солодова —  прийомна мати Іллі і Федора, вчителька музики
- Андрій Леонтович —  Альоша, син Іллі

## Знімальна група
- Автори сценарію: Сергій Соловйов, Тасіюкі Касікура
- Режисер:  Сергій Соловйов, Кійосі Нісімура
- Оператор: Георгій Рерберг
- Художник:  Олександр Борисов
- Композитор:  Ісаак Шварц